# Q News
Q News foi uma revista mensal britânica publicada pela Q-News Media Limited, com temas relativos ao islã.
Começou a ser publicada em 1991 como Muslim Wise mas foi renomeada para Q News em março de 1992.